# Шахворостівка (Миргородський район)
Ша́хворостівка —  село в Україні, в Миргородській міській громаді Миргородського району Полтавської області. Населення становить 773 осіб. Колишній орган місцевого самоврядування — Шахворостівська сільська рада.

## Географія
Село Шахворостівка знаходиться на правому березі річки Лихобабівка, вище за течією на відстані 1,5 км розташоване село Круглик (зняте з обліку), нижче за течією примикає село Трудолюб, на протилежному березі - село Малинівка. Поруч проходить автомобільна дорога Р42.

## Об'єкти соціальної сфери
- Школа.
- Будинок культури.

## Історія
Село постраждало внаслідок геноциду українського народу, проведеного радянським урядом в 1932-1933 і  1946-1947 роках.

## Населення

### Мова
Розподіл населення за рідною мовою за даними перепису 2001 року:
| Мова       | Відсоток |
| ---------- | -------- |
| українська | 98,97%   |
| російська  | 1,03%    |

## Відомі люди
У селі народились:
- Онопрієнко Іван Олексійович — Герой Радянського Союзу.
- Заленський Володимир  Володимирович (1847–1918) – зоолог, ембріолог, академік Санкт-Петербурзької Академії наук, у 1897-1901 роках директор Зоологічного музею Санкт-Петербурзької АН.